# Dead River Blues
A Dead River Blues a Stereochrist debütáló lemeze. 2004 áprilisában jelent meg.

## Számok listája
Az összes dal szerzője Stereochrist. 
|     | Cím                     | Hossz |
| --- | ----------------------- | ----- |
| 1.  | Smack the Sun           | 4:09  |
| 2.  | Holosonic               | 3:24  |
| 3.  | Mind Ammo               | 3:22  |
| 4.  | Hologram Man            | 4:11  |
| 5.  | Christ Was an Angry Man | 2:56  |
| 6.  | Doomed                  | 3:38  |
| 7.  | Supersorrow             | 3:52  |
| 8.  | All Along the River     | 3:37  |
| 9.  | Wayback Home            | 3:42  |
| 10. | One Eyed Soul           | 4:30  |

## Közreműködők
- Felföldi Péter - ének
- Hegyi Kolos - gitár
- Megyesi Balázs - basszusgitár
- Koltay Tamás - dob